# Amadou Sanogo
Amadou Haya Sanogo (nascido em 1972 ou 1973) é um oficial do exército do Mali que liderou o Golpe de Estado no Mali em 2012. Se proclamou então líder do Comitê Nacional para Recuperação da Democracia e Restauração do Estado, sendo o efetivo chefe da nação de março a abril de 2012.
Também esteve envolvido com a renúncia de Cheick Modibo Diarra. Amadou Sanogo é apelidado de "Bolly" por familiares.